# Ciovârnășani, Mehedinți
Ciovârnășani este un sat în comuna Șișești din județul Mehedinți, Oltenia, România.

## Vezi și
- Biserica „Înălțarea Domnului” și „Intrarea în Biserică” din Ciovârnășani

## Imagini

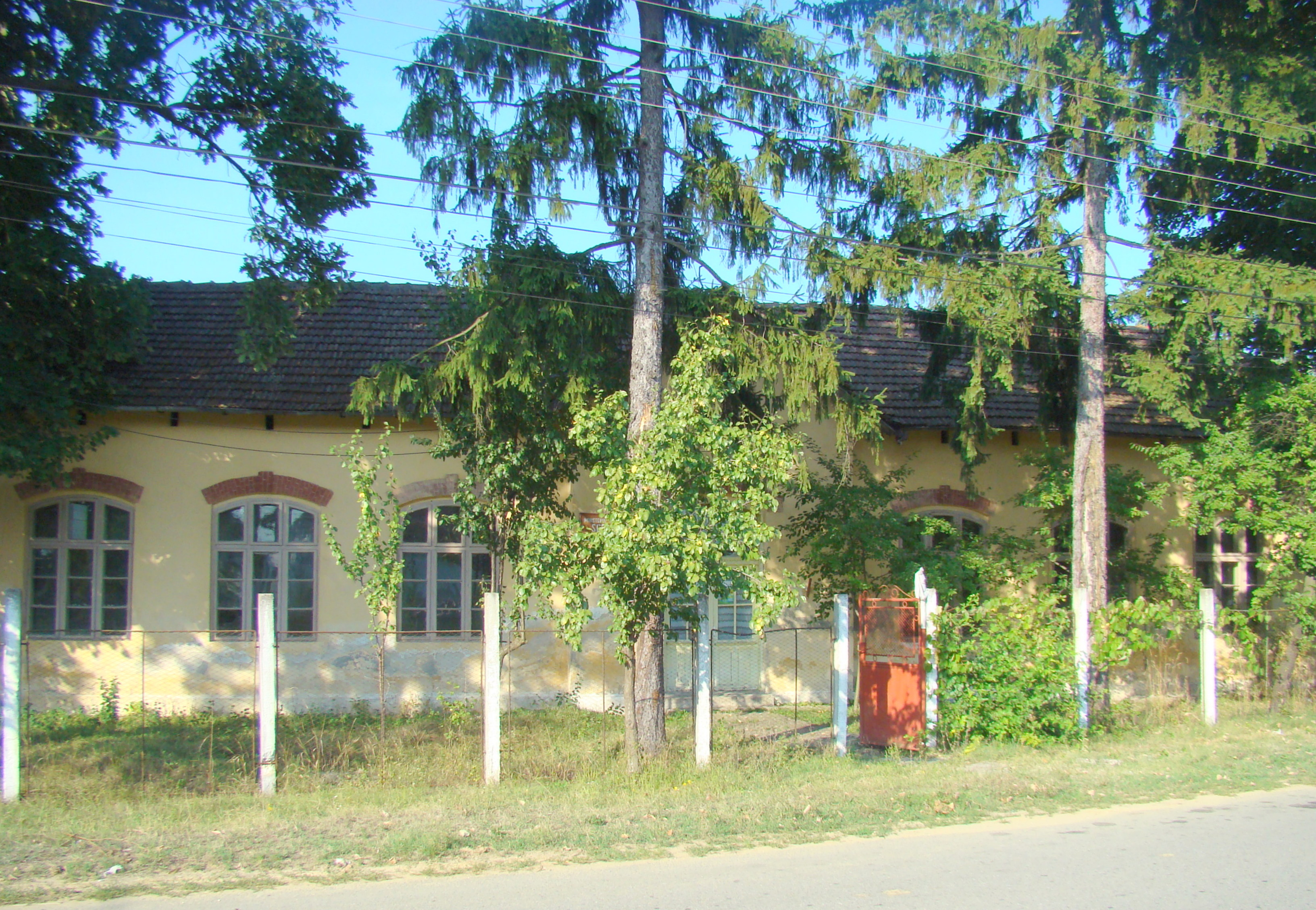
Școala
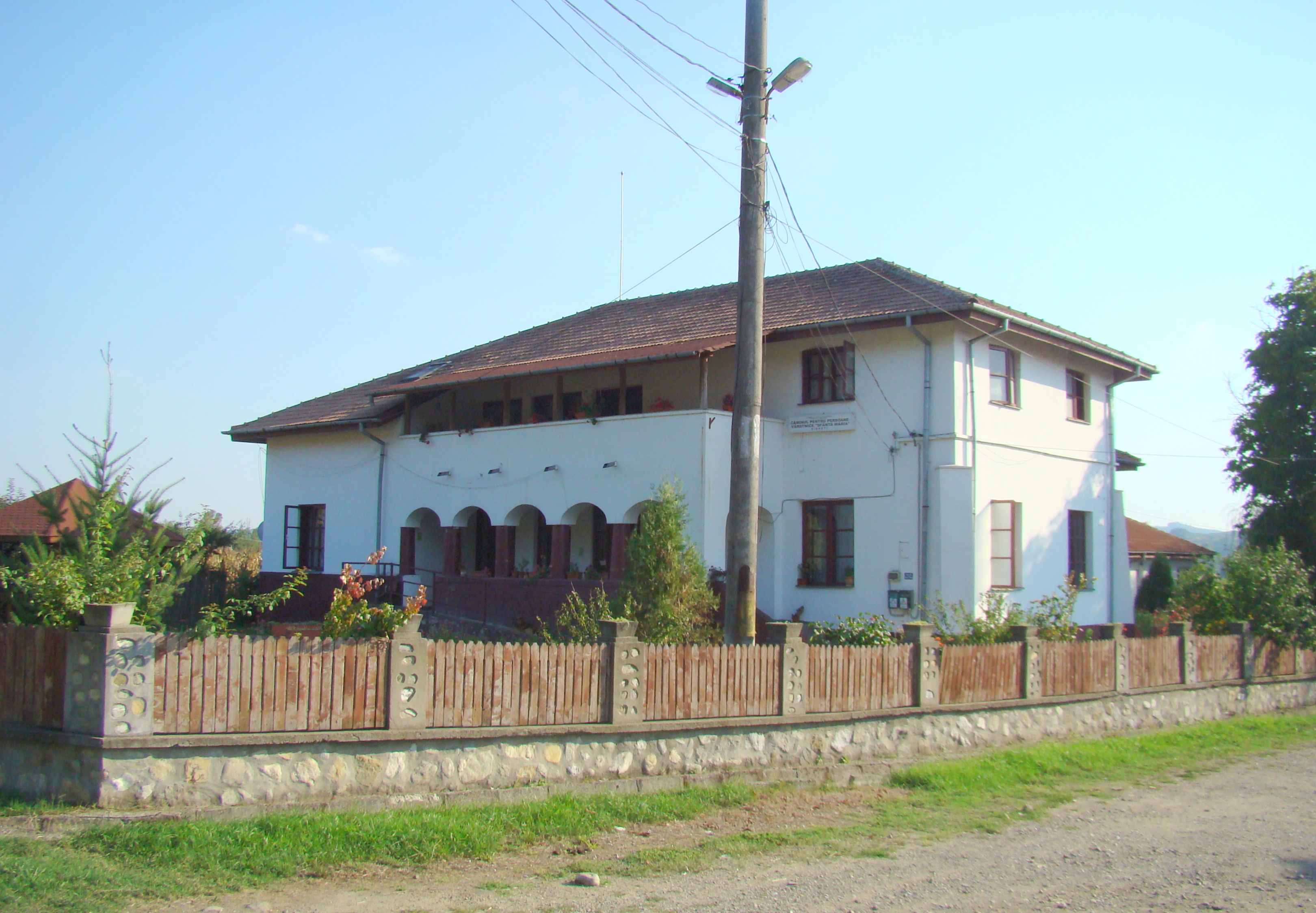
Căminul pentru persoane vârstnice
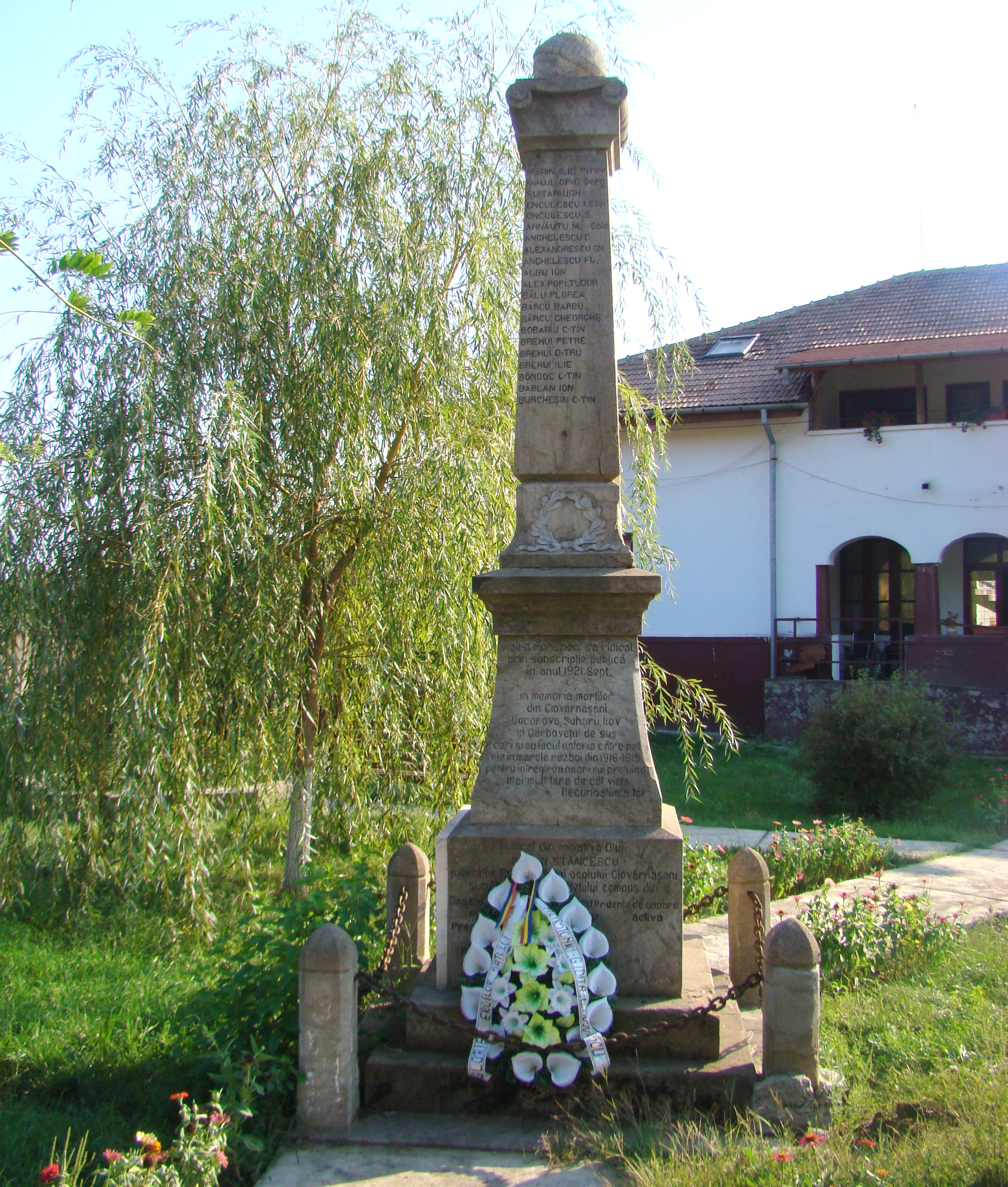
Monumentul eroilor
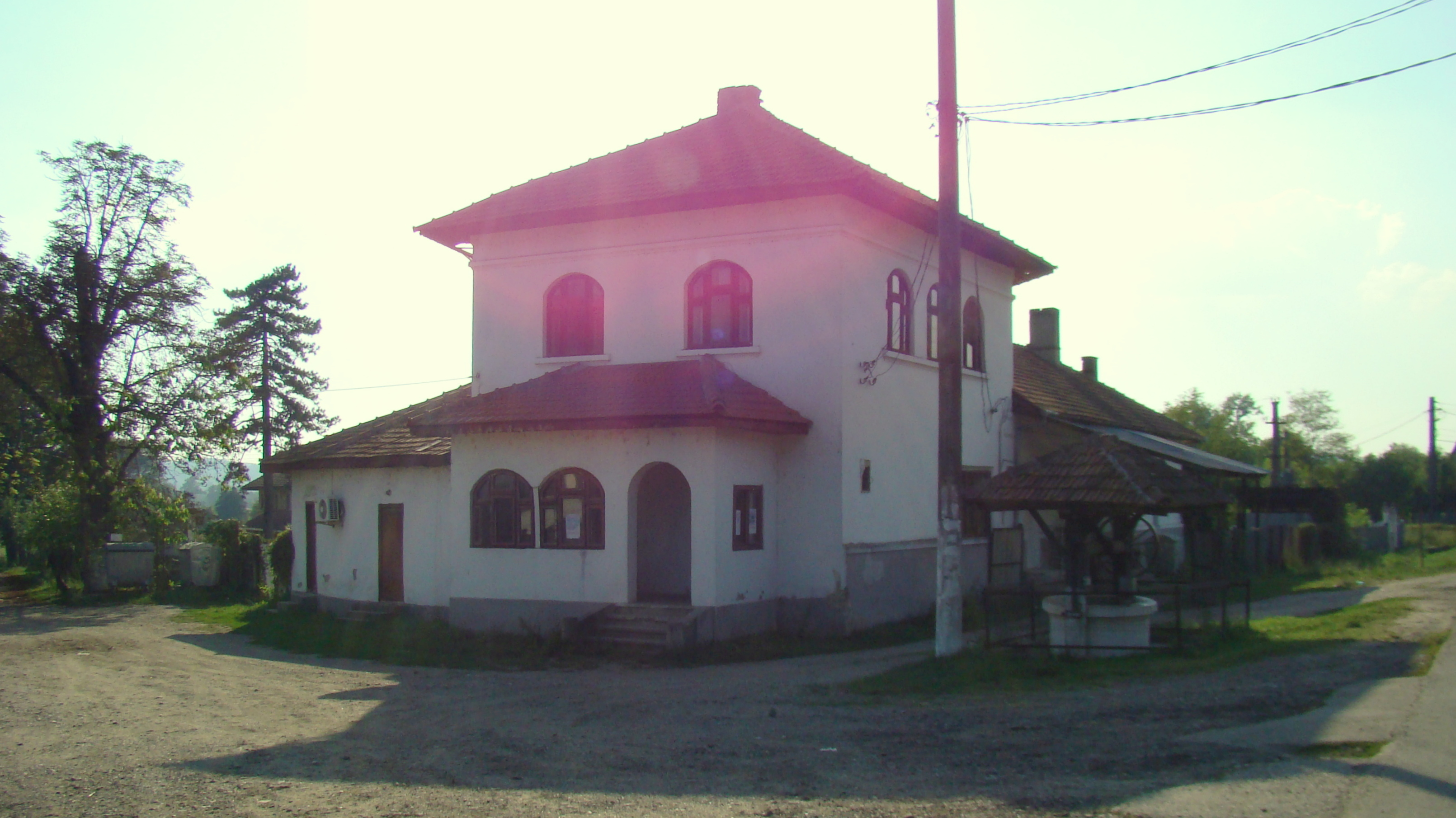
Clădire monument istoric